# Arsen Mek'ok'ishvili
Arsen Mek'ok'ishvili (in georgiano არსენ მეკოკიშვილი?; 12 aprile 1912 – Mosca, 9 marzo 1972) è stato un lottatore sovietico, specializzato nella lotta libera.

## Palmarès

### Olimpiadi
- Oro a Helsinki 1952 nei pesi massimi.

### Mondiali
- Oro a Tokyo 1954 nei pesi massimi.